# Lukarivka, Mlîniv
Lukarivka (în ucraineană Лукарівка) este un sat în comuna Peremîlivka din raionul Mlîniv, regiunea Rivne, Ucraina.

## Demografie
Componența lingvistică a localității Lukarivka
     Ucraineană (97,44%)
     Rusă (2,56%)
Conform recensământului din 2001, majoritatea populației localității Lukarivka era vorbitoare de ucraineană (97,44%), existând în minoritate și vorbitori de rusă (2,56%).